# Roman de capă și spadă

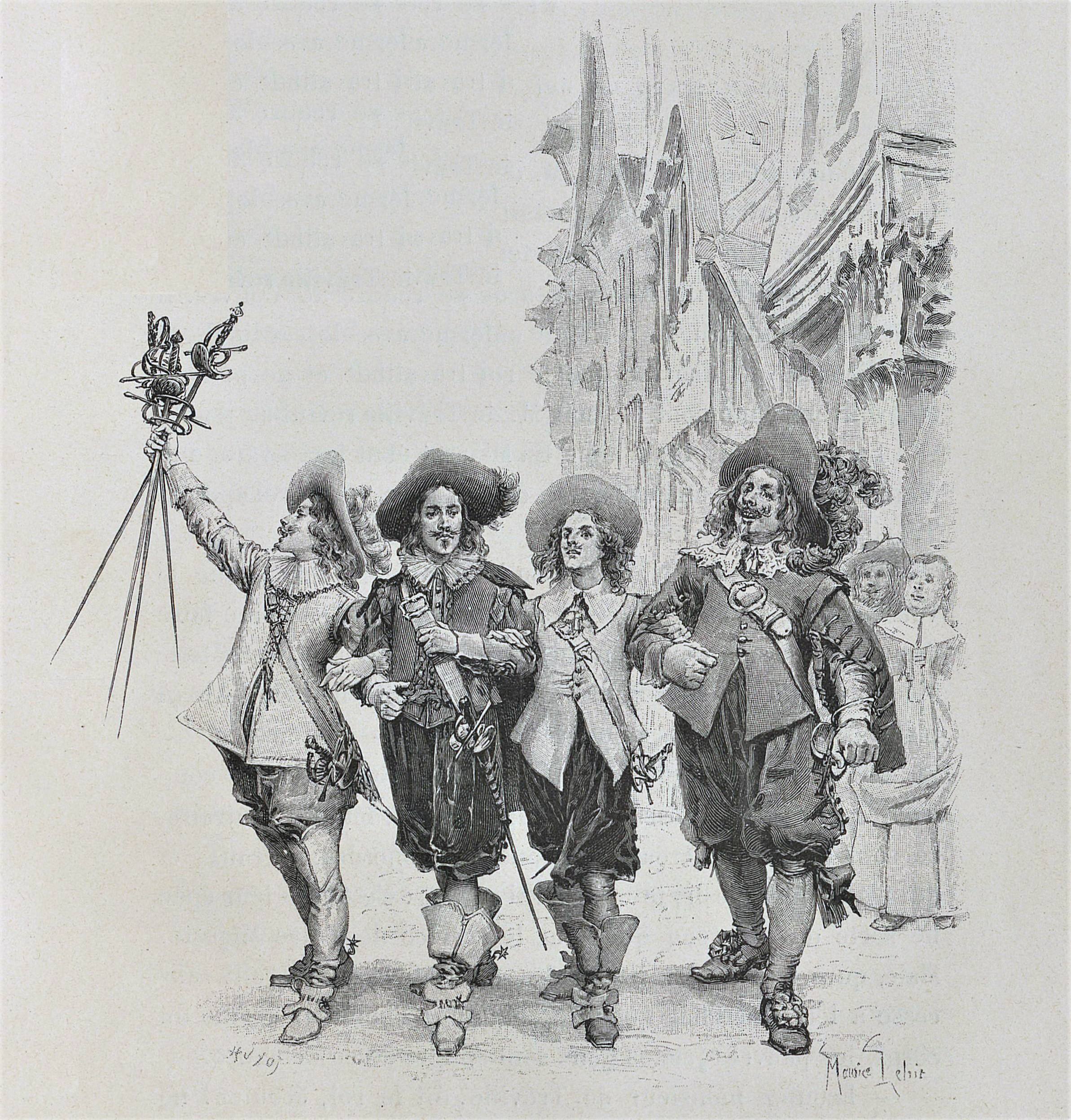
Cei trei muschetari, roman de capă și spadă de Alexandre Dumas

Romanul de capă și spadă (cf. franceză: roman de cape et d'épée) este o formă de roman de aventuri de mare popularitate. Din punctul de vedere al cadrului temporal, acest gen de roman poate fi subscris de asemenea romanului istoric, acțiunea sa desfășurându-se în general în perioada cuprinsă între secolele al XV-lea și al XVIII-lea. Conținutul său se caracterizează prin peripeții, răsturnări de situații și suspans, acordând un loc important duelurilor de scrimă. Romanul de capă și spadă promovează figura spadasinului ca tip de erou justițiar, care își folosește abilitățile de luptă pentru deservirea unor scopuri nobile.

## Clasici ai genului
- 1826 : 5 martie de Alfred de Vigny
- 1837 : Latréaumont de Eugène Sue
- 1844 : Cei trei muschetari de Alexandre Dumas
- 1845 : După douăzeci de ani de Alexandre Dumas
- 1848 : Vicontele de Bragelonne de Alexandre Dumas
- 1855 : Cocoșatul de Paul Féval
- 1863 : Căpitanul Fracasse de Théophile Gautier
- 1907 : Cavalerii Pardaillan de Michel Zévaco
- 1921 : Scaramouche de Rafael Sabatini